# Алата
Алата (итал. , фр. и корс. Alata) — коммуна во Франции, находится в регионе Корсика. Департамент коммуны — Южная Корсика. Входит в состав кантона Аяччо-5. Округ коммуны — Аяччо.
Код INSEE коммуны — 2A006.

## Население
Население коммуны на 2008 год составляло 2958 человек.
| 1962 | 1968 | 1975 | 1982 | 1990 | 1999 | 2008 |
| ---- | ---- | ---- | ---- | ---- | ---- | ---- |
| 391  | 410  | 452  | 1132 | 2077 | 2459 | 2958 |

Из Алаты происходил знаменитый российский дипломат Поццо ди Борго.

## Экономика
В 2007 году среди 2133 человек в трудоспособном возрасте (15—64 лет) 1514 были экономически активными, 619 — неактивными (показатель активности — 71,0 %, в 1999 году было 65,7 %). Из 1514 активных работали 1335 человек (731 мужчина и 604 женщины), безработных было 179 (76 мужчин и 103 женщины). Среди 619 неактивных 199 человек были учащимися или студентами, 180 — пенсионерами, 240 были неактивными по другим причинам.